# (74285) 1998 SR131
(74285) 1998 SR131 – planetoida z pasa głównego asteroid okrążająca Słońce w ciągu 4,69 lat w średniej odległości 2,8 j.a. Odkryta 26 września 1998 roku.